# Episodi di Dragnet (serie televisiva 1951) (seconda stagione)
La seconda stagione della serie televisiva Dragnet è andata in onda negli Stati Uniti dall'11 settembre 1952 al 25 giugno 1953 sulla NBC.
| nº | Titolo originale                | Prima TV USA      |
| -- | ------------------------------- | ----------------- |
| 1  | The Big Jump                    | 11 settembre 1952 |
| 2  | The Big Sorrow                  | 25 settembre 1952 |
| 3  | The Big Elevator                | 9 ottobre 1952    |
| 4  | The Big Seventeen               | 6 novembre 1952   |
| 5  | The Big Trio                    | 20 novembre 1952  |
| 6  | The Big Imposter                | 4 dicembre 1952   |
| 7  | The Big .22 Rifle for Christmas | 18 dicembre 1952  |
| 8  | The Big Cop                     | 1º gennaio 1953   |
| 9  | The Big Grandma                 | 8 gennaio 1953    |
| 10 | The Big Whiff                   | 15 gennaio 1953   |
| 11 | The Big Show                    | 22 gennaio 1953   |
| 12 | The Big Safe                    | 29 gennaio 1953   |
| 13 | The Big Church                  | 5 febbraio 1953   |
| 14 | The Big Hate                    | 12 febbraio 1953  |
| 15 | The Big Shakedown               | 19 febbraio 1953  |
| 16 | The Big Rose                    | 26 febbraio 1953  |
| 17 | The Big Building                | 5 marzo 1953      |
| 18 | The Big Run                     | 12 marzo 1953     |
| 19 | The Big Break                   | 19 marzo 1953     |
| 20 | The Big Light                   | 26 marzo 1953     |
| 21 | The Big Waiter                  | 2 aprile 1953     |
| 22 | The Big Test                    | 9 aprile 1953     |
| 23 | The Big Lay-Out                 | 16 aprile 1953    |
| 24 | The Big Fire                    | 23 aprile 1953    |
| 25 | The Big Ray                     | 30 aprile 1953    |
| 26 | The Big Frank                   | 7 maggio 1953     |
| 27 | The Big Lease                   | 14 maggio 1953    |
| 28 | The Big Hands                   | 21 maggio 1953    |
| 29 | The Big Fourth                  | 28 maggio 1953    |
| 30 | The Big Market                  | 4 giugno 1953     |
| 31 | The Big Friend                  | 11 giugno 1953    |
| 32 | The Big Barrette                | 18 giugno 1953    |
| 33 | The Big Dance                   | 25 giugno 1953    |

## The Big Jump
- Diretto da:
- Scritto da:

### Trama
- Interpreti: Jack Webb (sergente Joe Friday), Herbert Ellis (ufficiale Frank Smith #1), Alice Backes, Lillian Buyeff, Anthony Jochim, Kenneth Patterson, Paul Richards (Walter Harrison), Milburn Stone, George Fenneman (annunciatore in apertura), Hal Gibney (annunciatore in chiusura)

## The Big Sorrow
- Diretto da:
- Scritto da:

### Trama
- Interpreti: Jack Webb (sergente Joe Friday), Herbert Ellis (ufficiale Frank Smith #1), Cliff Arquette, Jerry Paris, Dan Riss, George Fenneman (annunciatore in apertura), Hal Gibney (annunciatore in chiusura)

## The Big Elevator
- Diretto da:
- Scritto da:

### Trama
- Interpreti: Jack Webb (sergente Joe Friday), Herbert Ellis (ufficiale Frank Smith #1), Harry Bartell (Ernest Cheswick), Bert Holland, Peter Leeds, Vic Perrin, George Fenneman (annunciatore in apertura), Hal Gibney (annunciatore in chiusura)

## The Big Seventeen
- Diretto da: Jack Webb
- Scritto da:

### Trama
- Interpreti: Jack Webb (sergente Joe Friday), Herbert Ellis (ufficiale Frank Smith), Allene Roberts (Evelyn Maxford), Willis Bouchey (Harold Everson Sr.), Edwin Bruce (Harold Everson Jr.), Forrest Lewis (Clyde Barton), Vivi Janiss (Frances Demmering), Herb Vigran (Jocko Harris), Parley Baer (padre on Phone), George Fenneman (annunciatore in apertura), Hal Gibney (annunciatore in chiusura)

## The Big Trio
- Diretto da:
- Scritto da:

### Trama
- Interpreti: Jack Webb (sergente Joe Friday), Herbert Ellis (ufficiale Frank Smith #1), Cliff Arquette, Sheila Franklin, Don Gibson, Virginia Gregg (Evelyn Monroe), Jonathan Hole, Joyce McCluskey, Vic Perrin, Gil Stratton, George Fenneman (annunciatore in apertura), Hal Gibney (annunciatore in chiusura)

## The Big Imposter
- Diretto da:
- Scritto da:

### Trama
- Interpreti: Jack Webb (sergente Joe Friday), Ben Alexander (ufficiale Frank Smith), Victor Rodman (Oscar Sherman), David Stollery (Donald Rush), Helen Kleeb (Mrs. Keller), Anthony Jochim (Frank Grady), Alan Dexter (capitano Ben Stein), George Fenneman (annunciatore in apertura), Hal Gibney (annunciatore in chiusura)

## The Big .22 Rifle for Christmas
- Diretto da:
- Scritto da:

### Trama
- Interpreti: Jack Webb (sergente Joe Friday), Herbert Ellis (ufficiale Frank Smith), William Johnstone (John Martin), June Whitley Taylor (Mrs. Johnstone), Sammy Ogg (Stanley Johnstone), Virginia Christine (Mrs. Martin), Renny McEvoy (ufficiale Doherty), Olan Soule (Ray Pinker), George Fenneman (annunciatore in apertura), Hal Gibney (annunciatore in chiusura)

## The Big Cop
- Diretto da:
- Scritto da:

### Trama
- Interpreti: Jack Webb (sergente Joe Friday), Virginia Christine, Don Gibson, Walter Reed, Hugh Sanders, Herb Vigran, George Fenneman (annunciatore in apertura), Hal Gibney (annunciatore in chiusura)

## The Big Grandma
- Diretto da:
- Scritto da:

### Trama
- Interpreti: Jack Webb (sergente Joe Friday), Ben Alexander (ufficiale Frank Smith), Gwen Delano (Inez Lambert), Bert Holland (Mr. Hammerstein), Ken Peters (sergente Ferguson), Myra Marsh (Mary Walker), Don Dillaway (capitano Welch), Maurice Hill (Mr. Montrose), Dorothy Abbott (Ann Baker), Renny McEvoy (Don Meyer), George Fenneman (annunciatore in apertura), Hal Gibney (annunciatore in chiusura)

## The Big Whiff
- Diretto da:
- Scritto da:

### Trama
- Interpreti: Jack Webb (sergente Joe Friday), Robert Clarke, Lee Marvin (James Mitchell), Vic Perrin, Jeffrey Stevens, George Fenneman (annunciatore in apertura), Hal Gibney (annunciatore in chiusura)

## The Big Show
- Diretto da:
- Scritto da:

### Trama
- Interpreti: Jack Webb (sergente Joe Friday), Ben Alexander (ufficiale Frank Smith), Virginia Gregg (Marjorie Lewis), Clarence Cassell (capitano Walter Lewis), Vivi Janiss (Policewoman Betty Stone), George Fenneman (annunciatore in apertura), Hal Gibney (annunciatore in chiusura)

## The Big Safe
- Diretto da:
- Scritto da:

### Trama
- Interpreti: Jack Webb (sergente Joe Friday), Ben Alexander (ufficiale Frank Smith), Aaron Spelling (Charles Boyd), George Fenneman (annunciatore in apertura), Eddie Firestone, Hal Gibney (annunciatore in chiusura), Junius Matthews, Victor Rodman

## The Big Church
- Diretto da:
- Scritto da:

### Trama
- Interpreti: Jack Webb (sergente Joe Friday), Joyce McCluskey, Lawrence Ryle, George Sawaya, George Fenneman (annunciatore in apertura), Hal Gibney (annunciatore in chiusura)

## The Big Hate
- Diretto da:
- Scritto da:

### Trama
- Interpreti: Jack Webb (sergente Joe Friday), Ben Alexander (ufficiale Frank Smith), Sam Edwards (Gordon Miller), Lillian Buyeff (Lillian Miller), Herb Vigran (Henry Miller), George Sawaya (sergente Lopez), Joe Cranston (poliziotto), George Fenneman (annunciatore in apertura), Hal Gibney (annunciatore in chiusura)

## The Big Shakedown
- Diretto da:
- Scritto da:

### Trama
- Interpreti: Jack Webb (sergente Joe Friday), Frances Bavier, Paul Bryar, Robert Knapp, Jeanne Tatum, George Fenneman (annunciatore in apertura), Hal Gibney (annunciatore in chiusura)

## The Big Rose
- Diretto da:
- Scritto da:

### Trama
- Interpreti: Jack Webb (sergente Joe Friday), John Larch, George Sawaya, Evelyn Scott, Gil Stratton, Irene Tedrow, George Fenneman (annunciatore in apertura), Hal Gibney (annunciatore in chiusura)

## The Big Building
- Diretto da:
- Scritto da:

### Trama
- Interpreti: Jack Webb (sergente Joe Friday), Willis Bouchey, Whitfield Connor, John Larch, Janet Warren, George Fenneman (annunciatore in apertura), Hal Gibney (annunciatore in chiusura)

## The Big Run
- Diretto da:
- Scritto da:

### Trama
- Interpreti: Jack Webb (sergente Joe Friday), Ben Alexander (ufficiale Frank Smith), Dorothy Abbott, Paul Bryar, Mel Ford, Richard Garland, Art Gilmore (capitano Harry Didion), Olan Soule (Ray Pinker), George Fenneman (annunciatore in apertura), Hal Gibney (annunciatore in chiusura)

## The Big Break
- Diretto da:
- Scritto da:

### Trama
- Interpreti: Jack Webb (sergente Joe Friday), Ben Alexander (ufficiale Frank Smith), Clarence Cassell (sergente Slats Henry), Eddie Firestone (George Robert Hoffman), Art Gilmore (capitano Harry Didion), Harper Goff (Roy Townsend), Adrienne Marden (Mrs. Cox), Dick Paxton (Charles Kilgore), George Fenneman (annunciatore in apertura), Hal Gibney (annunciatore in chiusura)

## The Big Light
- Diretto da:
- Scritto da:

### Trama
- Interpreti: Jack Webb (sergente Joe Friday), Norma Brown, Robert Clarke, Richard Garland (Dick Patterson), Bert Holland (Sam Phillips), Frank O'Connor (guardia), Carl Sklover, Terry Terrill, Herb Vigran (Gerald Adams), George Fenneman (annunciatore in apertura), Hal Gibney (annunciatore in chiusura)

## The Big Waiter
- Diretto da:
- Scritto da:

### Trama
- Interpreti: Jack Webb (sergente Joe Friday), Robert Bray, Bert Holland, Carolyn Jones, Celia Lovsky, John Wengraf, George Fenneman (annunciatore in apertura), Hal Gibney (annunciatore in chiusura)

## The Big Test
- Diretto da:
- Scritto da:

### Trama
- Interpreti: Jack Webb (sergente Joe Friday), Robert Crosson, George Fenneman (annunciatore in apertura), Hal Gibney (annunciatore in chiusura)

## The Big Lay-Out
- Diretto da:
- Scritto da:

### Trama
- Interpreti: Jack Webb (sergente Joe Friday), Harry Bartell (Edward Field), Peter Leeds, Sarah Selby, Ralph Votrian, George Fenneman (annunciatore in apertura), Hal Gibney (annunciatore in chiusura)

## The Big Fire
- Diretto da:
- Scritto da:

### Trama
- Interpreti: Jack Webb (sergente Joe Friday), John Qualen, Frances Rafferty, Aaron Spelling (Ollie), George Fenneman (annunciatore in apertura), Hal Gibney (annunciatore in chiusura)

## The Big Ray
- Diretto da:
- Scritto da:

### Trama
- Interpreti: Jack Webb (sergente Joe Friday), Olive Carey, Sammy Ogg, George Fenneman (annunciatore in apertura), Hal Gibney (annunciatore in chiusura)

## The Big Frank
- Diretto da:
- Scritto da:

### Trama
- Interpreti: Jack Webb (sergente Joe Friday), Ben Alexander (Off. Frank Smith), Jack Kruschen (Sidney Ferguson), Ralph Moody (Harvey Kimbro), Clarence Cassell (tenente Jack Ricketts), Dorothy Abbott (Ann Baker), Nan Boardman (Ida Fischer), Hy Averback (dottore Terrill), Peter Adams (Anthony Baxter), Joe Cranston (Jack Grant), Peggy Wagner (Stella), George Fenneman (annunciatore in apertura), Hal Gibney (annunciatore in chiusura)

## The Big Lease
- Diretto da:
- Scritto da:

### Trama
- Interpreti: Jack Webb (sergente Joe Friday), Ben Alexander (ufficiale Frank Smith), Paul Bryar (Raymond Shafer), Russ Conway (Mr. Harrison), Jerry Hausner (Al Miller), Inge Jolles (Hulga Jensen), Sarah Selby (Lucille Marie Banner), George Fenneman (annunciatore in apertura), Hal Gibney (annunciatore in chiusura)

## The Big Hands
- Diretto da:
- Scritto da:

### Trama
- Interpreti: Jack Webb (sergente Joe Friday), Ben Alexander (ufficiale Frank Smith), Cliff Arquette (Al Morgan), Tom McKee (George Martin Crane), Olan Soule (Ray Pinker), Helen Kleeb (Frances Watson), Jeanne Baird (Dixie), Ted Bliss (Stephen Arnold), Mel Ford (Vic), George Fenneman (annunciatore in apertura), Hal Gibney (annunciatore in chiusura)

## The Big Fourth
- Diretto da:
- Scritto da:

### Trama
- Interpreti: Jack Webb (sergente Joe Friday), Ben Alexander (ufficiale Frank Smith), Harry Bartell (Mr. Roth), Virginia Christine, Art Gilmore (capitano Harry Didion), Virginia Gregg (Mrs. Doris Roth), Celia Lovsky, George Fenneman (annunciatore in apertura), Hal Gibney (annunciatore in chiusura)

## The Big Market
- Diretto da:
- Scritto da:

### Trama
- Interpreti: Jack Webb (sergente Joe Friday), Ben Alexander (ufficiale Frank Smith), William Boyett, James Bush, Art Gilmore (capitano Harry Didion), Joanne Jordan, William F. Leicester, Martin Milner, George Fenneman (annunciatore in apertura), Hal Gibney (annunciatore in chiusura)

## The Big Friend
- Diretto da:
- Scritto da:

### Trama
- Interpreti: Jack Webb (sergente Joe Friday), Paul Richards, George Sawaya, Kenneth Tobey, George Fenneman (annunciatore in apertura), Hal Gibney (annunciatore in chiusura)

## The Big Barrette
- Diretto da:
- Scritto da:

### Trama
- Interpreti: Jack Webb (sergente Joe Friday), Ben Alexander (Off. Frank Smith), Robert Boon (Paul Ostrander), Doris Cole (Marie Olson), Stacy Harris (Frank Larson), Joe Haworth (Harry Stewart), Joseph Mell (Otto Myer), Dan Riss (capitano R. A. Lohrman), Allene Roberts (Judy Scott), Olan Soule (Ray Pinker), Herbert Ellis (ufficiale Gene Bechtel), George Fenneman (annunciatore in apertura), Hal Gibney (annunciatore in chiusura)

## The Big Dance
- Diretto da:
- Scritto da:

### Trama
- Interpreti: Jack Webb (sergente Joe Friday), Gene Reynolds, Victor Rodman, Jeanne Tatum, George Fenneman (annunciatore in apertura), Hal Gibney (annunciatore in chiusura)